# Arbër Çyrbja
Arbër Çyrbja, född den 18 september 1993 i Durrësi i Albanien, är en albansk fotbollsspelare som spelar för KF Teuta Durrës.
Çyrbja inledde sin karriär 2011 i U19-laget. Han spelade nitton matcher med sju gjorda mål, med en bra säsong efter sig 2011–12.
Han blev inbjuden i A-lagets träning och blev 2012 permanent medlem i A-laget.